# Contrafacerea mărcilor comerciale
Contrafacerea unei mărci comerciale reprezintă actul de comercializare al unui produs sub un nume asemănător cu cel al unei mărci renumite, cu scopul de a crea confuzie în rândul consumatorilor. Conform autorului Robert Tönnis, „Termenul de contrafacere se referă la utilizarea neautorizată a numelor unor mărci protejate, a etichetelor, a desenelor și a modelelor industriale sau a descrierilor comerciale”. Annika Kristin afirmă că „contrafacerea sau pirateria unei mărci reprezintă utilizarea intenționată a unei mărci înregistrate, a numelui acesteia, a denumirii sale comerciale sau a ambalajului și descrierii produselor sale în mod ilegal”. Această practică are consecințe negative, companiile multinaționale din întreaga lume fiind nevoite să se confrunte cu o scădere a veniturilor și pierderea credibilității imaginii brand-ului respectiv.

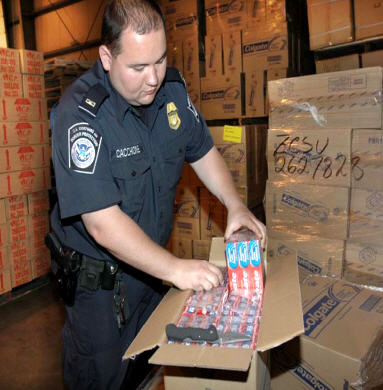
Pastă de dinți contrafăcută

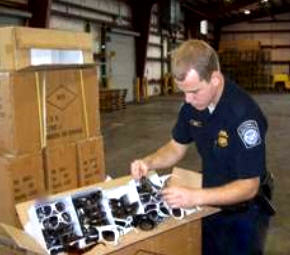
Ochelari de soare contrafăcuți

Tönnis afirmă că efectul major al contrafacerii unei mărci îl reprezintă consumul de bunuri false, netestate și de o calitate slabă de către consumatori. Acest fapt poate afecta imaginea brand-urilor și poate chiar afecta sănătatea consumatorilor. În 2012 Agenția pentru Protecția Vămilor și Granițelor din Statele Unite ale Americii (CBP) a  promis să protejeze economia, cetățenii Statelor Unite ale Americii și siguranța națională a acestora „împotriva daunelor provocate de contrafacerea și pirateria bunurilor”.

## Exemple
Cazuri de contrafacere și imitație a mărcilor de renume au început să fie identificate încă din anul 1912.
- Cei de la Louis Vuitton s-au luptat pentru păstrarea imaginii celebrei case de modă din Franța după ce clienții (fără a-și da seama de situație) și-au pierdut interesul pentru produsele lor, ca urmare a comercializării pe piață a unor produse ieftine, contrafăcute după brand-ul original.[1]
- Ceasuri marca Rolex contrafăcute pot fi achiziționate la prețuri de chilipir față de prețul unui original în multe locuri din lume.[3]
- În Mexic, faimoasa casă de bijuterii Cartier a trebuit să combată pirateria împotriva propriei mărci.[6]
- Benetton, Levi Strauss & Co. și Lacoste au fost, de asemenea, victime ale contrafacerii, astfel încât, eticheta mărcilor a fost schimbată cu un produs net inferior.[7]
- Faimoasa marcă de îngrijire orală Colgate (vândută sub numele fals de Coalgate), producătorul de alimente Del Monte⁠(d) (falsificat sub numele de Del Mundo), dar și cunoscuta marcă de instrumente de scris Sharpie⁠(d) care a fost falsificată sub diverse denumiri precum „Sherpie", „Shoupie", sau „Skerple", se numără printre brand-urile celebre care au căzut pradă pirateriei, cazuri care au presupus comercializarea unui produs diferit sub o denumire asemănătoare.[7]
- Cei din industria muzicală afirmă că pirateria reprezintă sursa unor pierderi de 4.6 miliarde de dolari pe piață. De asemenea, conform acelorași surse, 7 din 10 CD-uri vândute în întreaga lume sunt piratate.[7]

## Consecințe
- Pierderi de miliarde de dolari pentru producătorii autentici.[3]
- Prejudicii aduse produselor originale, dar și producătorilor originali.[8]
- Pirateria funcționează ca o barieră între comercializarea produselor celor care dețin o marcă înregistrată pe piețele unde se comercializează produse contrafăcute.[2]
- Reduce competiția, deoarece adversarii profită de prețul inițial mare de care se bucură un produs original după care aceștia încep să ducă un război al prețurilor prin crearea de copii ieftine contrafăcute ale acestuia. [9]

„„În ultimul deceniu, fenomenul pirateriei și al contrafacerii a devenit extrem de periculos, numărându-se printre cele mai grave probleme care amenință lumea afacerilor.”—Comisia Europeană– Official Homepage 

## Strategii pentru combaterea pirateriei
În timp ce unii experți le sugerează companiilor să meargă până la extrema de a-i pedepsi  pe producătorii care le comercializează produsele contrafăcute, alții sunt de părere că ar trebui să ajungă la o înțelegere prin acordarea dreptului de franciză sau preluarea de către acestea a firmelor adversare. Alți autori susțin că firmele ar trebui să folosească roboți de căutare pe internet capabili să identifice și să elimine orice tip de publicitate care încalcă politica produsului firmei respective. Pe de altă parte, unii experți propun luarea unor măsuri de natură juridică alături de studiul legilor și drepturilor privitoare la protecția produselor aplicabile pe piețele în care pirateria predomină. Începând cu anul 1977, pentru a descuraja fenomenul de contrafacere și piraterie, producătorii de mărfuri falsificate în cazurile în care plagiarismul design-ului unui produs este extrem de evident sunt expuși publicului prin acordarea „premiului” Plagiarius.

## Legături externe
- China are z o. o., de Geoffrey York și Simon Avery, The Globe and Mail, aprilie 11, 2006.
- Protecție De Brand Cazuri Recente Pe Brand "Piraterie", Octombrie 2004.
- International Authentication Association Arhivat în 4 mai 2010, la Wayback Machine.
- Asociația Internațională a Producătorilor